# Medvědi – špionáž v lese
Medvědi – špionáž v lese (Bears – Spy in the Woods) je dokumentární film televize BBC natočený v roce 2004. Důmyslně skryté kamery za pomoci nejmodernější technologie odhalují život medvědů baribalů, pand velkých, medvědů ledních, medvědů grizzly a medvědů brýlatých. Film vypráví světoznámý přírodovědec David Attenborough. V Česku byl dokument poprvé vysílán na ČT1.